# アナ・クレヘル
アナ・リディア・クレヘル・アベル（Ana Yilian Cleger Abel、1989年11月27日 - ）は、キューバの女子バレーボール選手。元キューバ代表。

## 来歴
2007年にキューバ代表に初選出される。2009年より国際大会に参戦し、同年の北中米選手権で銅メダルを獲得した。2010年の世界選手権で三大大会に初出場した。2011年の北中米選手権および2012年のパンアメリカンカップで銅メダルを獲得した。
現在は代表チームを離れ、活躍の場を海外へ移している。アゼルバイジャン、トルコ、ルーマニア、ロシア、ポーランド、中国、セルビアのクラブチームでプレーした。

## 球歴
- 世界選手権 - 2010年
- ワールドグランプリ - 2011年、2012年

## 所属クラブ
- ナショナルチーム
- ラビタ・バクー（2014-2016年）
- Samsun Anakent（2016-2017年）
- CSMヴォレイ・アルバ・ブラジ（2017-2018年）
- VK Lokomotiv（2018-2020年）
- Grot Budowlani Łódź（2021-2022年）
- 山东日照钢铁女排（2022-2023年）
- Crvena Zvezda（2023年）
- Zeren SK（2023-）